# Elmer, l'éléphant bariolé
Elmer, l'éléphant bariolé (souvent abrégé en Elmer) est une série de livres d'images pour enfants de l'auteur britannique David McKee.

## Les livres
Elmer a été publié pour la première fois par Dobson Books en 1968 et réédité avec des illustrations redessinées dans une version légèrement raccourcie par Andersen Press en 1989. Il s'inspire de la mascotte du zoo de Bordeaux (fermé en 1974) en France. Les livres sont publiés au Royaume-Uni par Andersen Press et ont été publiés aux États-Unis par Harper Collins à l'origine, Andersen press USA publie maintenant en Amérique. Quarante et un titres de livres ont été créés depuis 1989 et la série s'est vendue à plus de huit millions d'exemplaires dans cinquante langues à travers le monde.

### Thèmes
Elmer est un éléphant avec des carrés jaunes, oranges, rouges, roses, violets, bleus, verts, noirs et blancs disposés en patchwork. Il a une personnalité joyeuse et optimiste, et il adore les farces.
Les récits d'Elmer constituent un moyen approprié pour initier les enfants à la découverte de la diversité culturelle. Dans cette optique, l'histoire d'Elmer l'éléphant offre une illustration intéressante. Un jour, Elmer éprouve le désir de se conformer à l'apparence de ses congénères et décide de se peindre en gris pour se "fondre". Cette transformation a pour conséquence que les autres éléphants et les autres animaux de la jungle ne le reconnaissent plus. De retour dans son troupeau, Elmer se tient paisiblement parmi ses semblables jusqu'à ce qu'il n'en puisse plus et exprime sa joie de vivre en faisant une farce à ses amis éléphants. Il lève sa trompe et crie "Boo!" de manière inattendue, ce qui surprend les autres éléphants, qui réalisent soudain que l'éléphant gris est en fait Elmer. Ils applaudissent sa blague ingénieuse et reconnaissent à Elmer son talent pour l'humour.
Toutefois, lorsque la pluie commence à tomber, la peinture grise dont Elmer s'est couvert commence à se délaver et ses "vraies couleurs" sont révélées. À la grande joie de ses amis, ils découvrent la personnalité et l'apparence unique d'Elmer, qu'ils ont toujours préférées. Les éléphants rassurent alors Elmer en lui exprimant leur amour pour ses différences, plutôt que malgré celles-ci, et décident de célébrer en se peignant de peinture multicolore (Elmer se peint lui-même en gris) en reconnaissance de l'individualité et de la personnalité d'Elmer.

## Produits dérivés
Elmer, l'éléphant bariolé figure également dans une large gamme de merchandising. Sa première histoire est également présentée et animée dans Anytime Tales, un programme d'animation de contes racontant cinq des histoires de David McKee et Tony Ross. L'histoire d'Elmer a été racontée à l'origine par le doubleur britannique Johnny Morris, décédé le 6 mai 1999, à l'âge de 82 ans. Sophie Aldred a également lu sa première histoire qui a également été animée par Mike Hibbert dans un épisode de Words and Pictures de 1993, mettant en vedette la lettre E.

## Scène musicale
Une version scénique musicale créée par Jonathan Rockefeller a été adaptée par Suzanne Maynard Miller, avec des chansons d'Allison Leyton-Brown. Après un premier engagement à Toronto (décembre 2017), le spectacle Elmer the Patchwork Elephant s'est lancé dans une tournée au Royaume-Uni en janvier 2019.

## Titres en francais
- Elmer (Elmer, 1989), trad. Élisabeth Duval, Kaléidoscope, 1989, 32 p.  (ISBN 2-87767-009-0). Rééd. École des loisirs, coll. "Lutin poche", 1990, 33 p.  (ISBN 2-211-01944-7 et 978-2-211-01944-6)
- Elmer, encore et encore... (Elmer Again, 1991), trad. Élisabeth Duval, Kaléidoscope, 1991, 26 p.  (ISBN 2-87767-038-4). Rééd. École des loisirs, coll. "Lutin poche", 1992, 29 p.  (ISBN 2-211-02169-7 et 978-2-211-02169-2)
- Elmer et les chasseurs (Elmer on stilts, 1993), trad. Élisabeth Duval, Kaléidoscope, 1993, 40 p.  (ISBN 2-87767-094-5). Rééd. École des loisirs, coll. "Lutin poche", 1994, 40 p.  (ISBN 2-211-01773-8 et 978-2-211-01773-2)
- La Météo d'Elmer, trad. Élisabeth Duval, Kaléidoscope, 1994, 16 p.  (ISBN 2-87767-127-5)
- Les couleurs d'Elmer, trad. Élisabeth Duval, Kaléidoscope, 1994, 16 p.  (ISBN 2-87767-126-7)
- Les Amis d'Elmer, trad. Élisabeth Duval, Kaléidoscope, 1994, 16 p.  (ISBN 2-87767-128-3)
- La Journée d'Elmer, trad. Élisabeth Duval, Kaléidoscope, 1994, 16 p.  (ISBN 2-87767-125-9)
- Elmer et Walter (Elmer and Wilbur, 1994), trad. Élisabeth Duval, Kaléidoscope, 1995, 32 p.  (ISBN 2-87767-144-5). Rééd. École des loisirs, coll. "Lutin poche", 1998, 40 p.  (ISBN 978-2-211-04347-2)
- Elmer sous la neige (Elmer in the Snow, 1995, trad. Élisabeth Duval, Kaléidoscope, 1995, 32 p.  (ISBN 2-87767-166-6). Rééd. École des loisirs, coll. "Lutin poche", 1999, 40 p.  (ISBN 978-2-211-05262-7)
- Elmer et Rose, trad. Élisabeth Duval, Rééd. École des loisirs, coll. "Lutin poche", 2007.  (ISBN 978-2-211-08701-8)
- Elmer et Papa Rouge (Elmer and papa Red), trad. Élisabeth Duval, Kaléidoscope, 2010, 24 p.  (ISBN 978-2-87767-688-5). Rééd. École des loisirs, coll. "Lutin poche", 2013.  (ISBN 978-2-211-21145-1)
- Le Grand jour d'Elmer (Elmer's special day) , Kaléidoscope, 2009, 24 p.  (ISBN 978-2-87767-634-2)
- Elmer et le gros oiseau (Elmer and the big bird), Kaléidoscope, 2008, 24 p.  (ISBN 978-2-87767-577-2)
- Regarde ! Elmer est là ! (Look ! There's Elmer), trad. Isabel Finkenstaedt, Kaléidoscope, 2000, 21 p.  (ISBN 2-87767-303-0)
- Elmer et Papillon (Elmer and Butterfly, 2001), trad. Élisabeth Duval, Kaléidoscope, 2002, 23 p.  (ISBN 2-87767-353-7). Rééd. École des loisirs, coll. "Lutin poche", 2003, 40 p.  (ISBN 978-2-211-07049-2)
- Elmer et tante Zelda (Elmer and Aunt Zelda, 2006), trad. Élisabeth Duval, Kaléidoscope, 2006, 32 p. Rééd. École des loisirs, coll. "Lutin poche", 2008, 40 p.  (ISBN 978-2-211-09313-2)
- Elmer et le nounours perdu, Kaléidoscope, 1999, 32 p. Rééd. École des loisirs, coll. "Lutin poche", 2000, 40 p.  (ISBN 978-2-211-05616-8)
- Elmer et l'étranger (Elmer and the Stranger, 2000), trad. Élisabeth Duval, Kaléidoscope, 2000, 32 p. Rééd. École des loisirs, coll. "Lutin poche", 2002, 40 p.  (ISBN 978-2-211-06439-2)
- Elmer et le vent (Elmer and the Wind, 1997), trad. Élisabeth Duval, Kaléidoscope, 1999, 32 p. Rééd. École des loisirs, coll. "Lutin poche", 1999, 40 p.  (ISBN 978-2-211-05286-3)

## Réception
Les histoires se prêtent à une exploration précoce des thèmes et des enjeux liés au concept de diversité. Le 28 mai 2016 a été déclaré Elmer's Day par l'éditeur Andersen Press. Les bibliothèques et les librairies de toute la Grande-Bretagne ont organisé des événements sur le thème d'Elmer.